# UFC Fight Night: Moraes vs. Sandhagen
UFC Fight Night: Moraes vs. Sandhagen（ユーエフシー・ファイト・ナイト：モラエス・バーサス・サンドヘイゲン、別名UFC Fight Night 179、UFC on ESPN+ 37）は、アメリカ合衆国の総合格闘技団体「UFC」の大会の一つ。2020年10月11日、アブダビ・ヤス島のファイトアイランド内フラッシュ・フォーラムで開催された。

## 大会概要
本大会ではマルロン・モラエスとコーリー・サンドヘイゲンのバンタム級戦が組まれた。

## 試合結果

### プレリミナリーガード
第1試合 フライ級 5分3R
○  タギル・ウランベコフ vs.  ブルーノ・シウバ ×
3R終了 判定3-0（30-27、29-28、29-28）
第2試合 女子バンタム級 5分3R
○  トレイシー・コルテス vs.  ステファニー・エッガー ×
3R終了 判定3-0（30-27、30-27、30-27）
第3試合 フェザー級 5分3R
○  ギガ・チカゼ vs.  オマール・モラレス・フェレール ×
3R終了 判定3-0（30-27、30-27、30-27）
第4試合 バンタム級 5分3R
○  トニー・ケリー vs.  アリ・アルケイシ ×
3R終了 判定3-0（30-27、29-28、29-28）
第5試合 ミドル級 5分3R
○  ホアキン・バックリー vs.  インパ・カサンガナイ ×
2R 2:03 KO（右スピニングバックキック）
第6試合 ヘビー級 5分3R
○  クリス・ドーカス vs.  ホドリゴ・ナシメント ×
1R 0:45 KO（左フック）
第7試合 ミドル級 5分3R
○  トム・ブリーズ vs.  KB・ブラー ×
1R 1:42 TKO（左ジャブ→パウンド）

### メインカード
第8試合 フェザー級 5分3R
○  イリア・トプリア vs.  ユーセフ・ザラル ×
3R終了 判定3-0（29-28、29-28、29-28）
第9試合 ヘビー級 5分3R
○  トム・アスピナル vs.  アラン・ボドウ ×
1R 1:35 TKO（パウンド）
第10試合 ミドル級 5分3R
○  ドリカス・デュ・プレシ vs.  マルクス・ペレス ×
1R 3:22 KO（左フック→パウンド）
第11試合 ヘビー級 5分3R
○  マルチン・ティブラ vs.  ベン・ロズウェル ×
3R終了 判定3-0（29-27、29-27、29-27）
第12試合 フェザー級 5分3R
○  エジソン・バルボーザ vs.  マクワン・アミルカーニ ×
3R終了 判定3-0（30-26、30-27、29-28）
第13試合 バンタム級 5分5R
○  コーリー・サンドヘイゲン vs.  マルロン・モラエス ×
2R 1:03 TKO（右スピニングバックキック→パウンド）

### 各賞
ファイト・オブ・ザ・ナイト：該当無し
パフォーマンス・オブ・ザ・ナイト：コーリー・サンドヘイゲン、トム・ブリーズ、クリス・ドーカス、ホアキン・バックリー
各選手にはボーナスとして5万ドルが授与された。

### カード変更
負傷などによるカードの変更は以下の通り。